# Кубок Европы по бегу на 10 000 метров 2023
Кубок Европы по бегу на 10 000 метров 2023 года прошёл 3 июня на стадионе имени Жан-Поля Шассебёфа в Пасе (Франция, регион Бретань). Турнир проходил в этом городе второй год подряд. Участники разыграли командный приз в соревнованиях у мужчин и женщин.
На старт вышли 97 бегунов из 25 стран Европы, из них 50 мужчин и 47 женщин. Каждая страна могла выставить до 6 человек в каждый из двух командных турниров. Победители определялись по сумме результатов 3 лучших участников.
Соревнования прошли в ветреную погоду. Серебряный призёр прошлого Кубка немка Алина Ре в этот раз стала победительницей, оторвавшись от остальных соперниц с самого старта. У мужчин в группе лидеров в начале заключительного круга находились 4 бегуна. Лучшее финишное ускорение оказалось у действующего чемпиона Европы из Италии Йеманеберхана Криппы, для которого эта победа стала второй на Кубках Европы (первая была одержана в 2019 году). Совсем немного итальянцу уступил Тадессе Гетахон из Израиля.
Мужская сборная Израиля выиграла командное первенство впервые в истории. Женская команда Германии стала сильнейшей второй год подряд.

## Результаты

### Командное первенство
| Место | Команда | Время                                                       | Общее время |
| ----- | --- | ----------------------------------------------------------- | ----------- |
| 1     | Израиль · Тадессе Гетахон · Гашау Аяле · Дередже Чеколе · Йитаев Абухай · Годадав Белачев · Букаяве Маледе                 | 28.09,48 28.15,32 28.37,12 (28.37,70) (28.46,88) (29.16,54) | 1:25.01,92  |
| 2     | Италия · Йеманеберхан Криппа · Эйоб Гебрехивет · Илиасс Ауани · Альберто Мондацци · Паскуале Сельвароло · Некагенет Криппа | 28.08,83 28.19,01 28.42,72 (29.08,16) (29.08,39) (DNF)      | 1:25.10,56  |
| 3     | Франция · Валентен Гондуэн · Мехди Фрер · Феликс Бур · Фабьян Пальсо · Этьенн Дагино                                       | 28.20,78 28.25,44 28.39,93 (28.41,48) (28.42,49)            | 1:25.26,15  |
| 4     | Испания |                                                             | 1:25.39,17  |
| 5     | Великобритания |                                                             | 1:25.49,32  |
| 6     | Германия |                                                             | 1:27.55,57  |
| 7     | Украина |                                                             | 1:28.42,38  |
| 8     | Ирландия |                                                             | 1:29.04,82  |

| Место | Команда                                                                                  | Время                                            | Общее время |
| ----- | ---------------------------------------------------------------------------------------- | ------------------------------------------------ | ----------- |
| 1     | Германия · Алина Ре · Доменика Майер · Ева Дитерих                                       | 32.15,47 32.35,95 32.49,27                       | 1:37.40,69  |
| 2     | Испания · Эстер Наваррете · Кристина Руис · Лаура Приехо · Майтане Мелеро · Лаура Луэнго | 32.45,04 32.49,60 33.16,04 (34.26,48) (34.59,60) | 1:38.50,68  |
| 3     | Украина · Валерия Зиненко · Евгения Прокофьева · Виктория Калюжная · Мария Мазуренко     | 32.29,81 33.14,19 33.19,17 (35.51,30)            | 1:39.03,17  |
| 4     | Италия                                                                                   |                                                  | 1:39.36,77  |
| 5     | Турция                                                                                   |                                                  | 1:40.10,41  |
| 6     | Франция                                                                                  |                                                  | 1:40.37,87  |
| 7     | Ирландия                                                                                 |                                                  | 1:40.40,07  |
| 8     | Норвегия                                                                                 |                                                  | 1:43.36,42  |

### Индивидуальное первенство
| Место | Спортсмен           | Страна         | Время    |
| ----- | ------------------- | -------------- | -------- |
| 1     | Йеманеберхан Криппа | Италия         | 28.08,83 |
| 2     | Тадессе Гетахон     | Израиль        | 28.09,48 |
| 3     | Илиас Фифа          | Испания        | 28.12,62 |
| 4     | Гашау Аяле          | Израиль        | 28.15,32 |
| 5     | Эйоб Гебрехивет     | Италия         | 28.19,01 |
| 6     | Валентен Гондуэн    | Франция        | 28.20,78 |
| 7     | Томас Джордж        | Великобритания | 28.23,06 |
| 8     | Мехди Фрер          | Франция        | 28.25,44 |
| 9     | Хесус Рамос         | Испания        | 28.29,44 |
| 10    | Дередже Чеколе      | Израиль        | 28.37,12 |

| Место | Спортсмен       | Страна   | Время    |
| ----- | --------------- | -------- | -------- |
| 1     | Алина Ре        | Германия | 32.15,47 |
| 2     | Валерия Зиненко | Украина  | 32.29,81 |
| 3     | Доменика Майер  | Германия | 32.35,95 |
| 4     | Мекдес Волду    | Франция  | 32.37,52 |
| 5     | Хлоэ Эрбье      | Бельгия  | 32.42,54 |
| 6     | Яйла Гёнен      | Турция   | 32.43,29 |
| 7     | Эстер Наваррете | Испания  | 32.45,04 |
| 8     | Ева Дитерих     | Германия | 32.49,27 |
| 9     | Кристина Руис   | Испания  | 32.49,60 |
| 10    | Мойра Стюартова | Чехия    | 32.54,86 |